# 布尔南 (沃州)
布尔南（法語：Bournens）是瑞士联邦西部法语区的沃州下设的一个市镇。在行政上属于沃州格罗区管辖。布尔南的总面积为3.90平方公里。截至2007年，总人口为248。